# Torre del Rico
Torre del Rico, en castillan et officiellement, La Torre del Rico en valencien, est un village catalanophone de la région d'El Carxe et fait partie de la commune de Jumilla (Jumella en valencien). La commune appartient à la région de Murcie en Espagne et à la comarque de l'Altiplano murcien.

## Démographie
| 2004 | 2005 | 2006 | 2007 | 2008 | 2009 |
| ---- | ---- | ---- | ---- | ---- | ---- |
| 63   | 80   | 83   | 86   | 87   | 99   |

| 2010 | 2011 | 2012 | 2013 | - | - |
| ---- | ---- | ---- | ---- | - | - |
| 97   | 99   | 109  | 109  | - | - |